# Suwerenność konsumenta
Suwerenność konsumenta – swoboda podejmowania decyzji zakupowych przez konsumentów w kapitalizmie.
Z suwerennością konsumenta mamy do czynienia, jeśli system prawny nie określa, kto może działać na danym rynku (przykładowo do niedawna nie mieliśmy suwerenności konsumenta w zakresie usług pocztowych, bo takie mogła wykonywać z mocy prawa jedynie Poczta Polska).
Skutkiem istnienia suwerenności jest to, że o podziale dochodów i użyciu czynników produkcji do konkretnych przedsięwzięć decydują ostatecznie konsumenci swoimi decyzjami o zakupie lub odmowie zakupu dóbr oferowanych przez przedsiębiorców.